# COVID-19 전염병이 환경에 미치는 영향

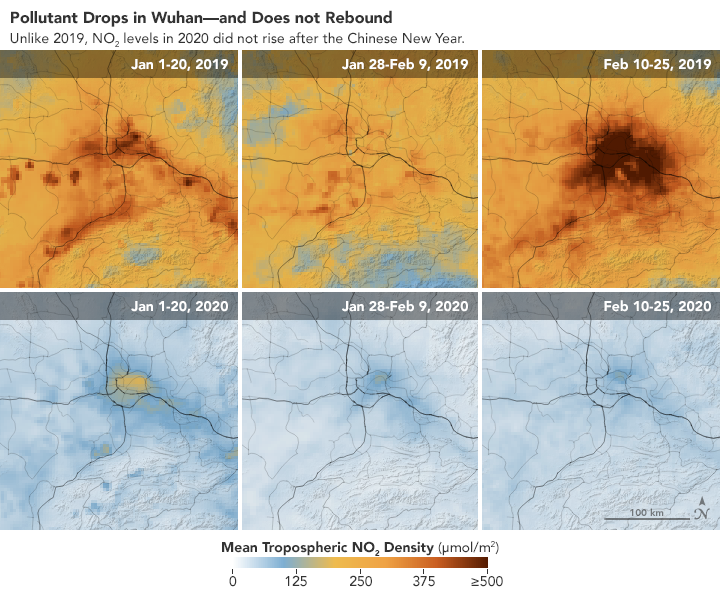
NASA 지구 천문대의 이미지는 2019년 초 (위)와 2020년 초 (아래)의 NO _{2} 수준을 비교할 때 우한의 오염이 급격히 감소한 것을 보여준다.

코로나19 바이러스 범유행은 환경에 영향을 미쳤다. 여행의 대폭적인 감소와 같은 현대인의 활동이 감소함으로서 많은 지역에서 대기오염이나 수질오염이 감소되었다. 중화인민공화국에서는 록다운 등의 조치로 탄소배출량이 25% 감소하고 질소산화물 배출량이 50% 감소해, 한 지구환경 과학자는 이것이 2개월 동안 최소 77,000명의 목숨을 구한 것으로 추정했다.
기타 긍정적인 영향은 지속 가능한 에너지 이행을 위한 구조·시스템의 투자와, EU의 7개년 예산안, EU지출의 25%를 확보하려는 7500억 유로의 재생계획 '차세대 EU' 등의 환경보호에 관한 기타 목표 등이 있다. 하지만 이번 사태로 아마존 열대우림과 아프리카 밀렵 등 불법행위에 동원되었으며, 환경외교 활동에 방해가 되어 녹색에너지 기술에 대한 투자가 늦어질 것으로 예상되었다.

## 배경
2020년까지 산업화 시대가 시작된 이후 발생한 온실 가스 양의 증가로 인해 지구 평균 기온이 상승하여 빙하가 녹고 해수면이 상승하였다. 이렇게 인간 활동은 다양한 형태로 인위적인 환경 파괴를 일으켰다.
신형 코로나 바이러스 19의 대유행 이전, 보건 당국에 권장되어야 할 대책으로는 검역 및 사회적 거리가 포함되어 있었다.
독립적으로 COVID-19 전염병 이전에도 연구원들은 경제 활동 감소가 지구 온난화와 대기 및 해양 오염을 줄이는 데 도움이되어 환경이 서서히 번성 할 수 있다고 주장했다. 이 효과는 14 세기 유라시아와 16-17 세기 북미 및 남미의 과거 유행병 이후에 관찰되었다.
연구원과 관리들은 또한 COVID-19 복구 전략의 일부를 형성하기 위해 생물 다양성 보호를 요청했다.

## 공기질

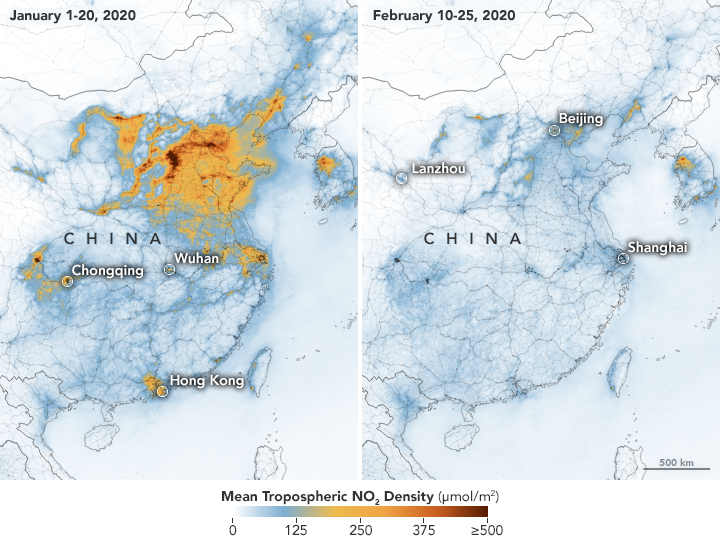
TROPOMI 데이터는 2020년 초 중국의 NO2 수준을 보여준다. 출처: 지구 천문대.

전염병이 여행 및 산업에 미치는 영향으로 인해 많은 지역과 지구 전체에서 대기 오염이 감소했다. 대기 오염을 줄이면 기후 변화와 COVID-19 위험을 모두 줄일 수 있다. 그러나 어떤 유형의 대기 오염 (있는 경우)이 기후 변화와 COVID-19 모두에 공통적인 위험인지는 아직 명확하지 않다. 에너지청정기연구센터는 방역과 여행금지 등 사스-CoV-2 확산을 억제하는 방법이 중국 내 탄소배출량을 25% 감소시켰다고 보고했다. 중국은 폐쇄 첫 달인 2019년 같은 기간보다 이산화탄소 배출량이 약 2억 미터톤 줄었는데 이는 항공교통과 정유, 석탄 소비량 감소 때문이다.  한 지구 시스템 과학자는이 감소가 적어도 77,000 명의 생명을 구했을 것이라고 추정했다.  그러나 전략국제문제연구소(CSIS)의 사라 라디슬로우는 무역전쟁과 에너지 시장의 공급망 붕괴 속에서 중국이 기존 성장률로 회귀하려는 시도가 환경 영향을 악화시킬 것이라며 경기 침체에 따른 배출량 감소를 유익하게 봐서는 안 된다고 주장했다. 유럽우주국은 2020년 1월 1일부터 3월 11일 사이에 이탈리아 북부의 포밸리 지역의 자동차, 발전소, 공장에서 발생하는 아산화질소 배출량이 현저히 감소하는 것을 관찰했다. 잘란다르 등 북인도 지역부터 오염 감소로 대기질이 개선되면서 히말라야 산맥이 수십년 만에 다시 모습을 드러냈다.

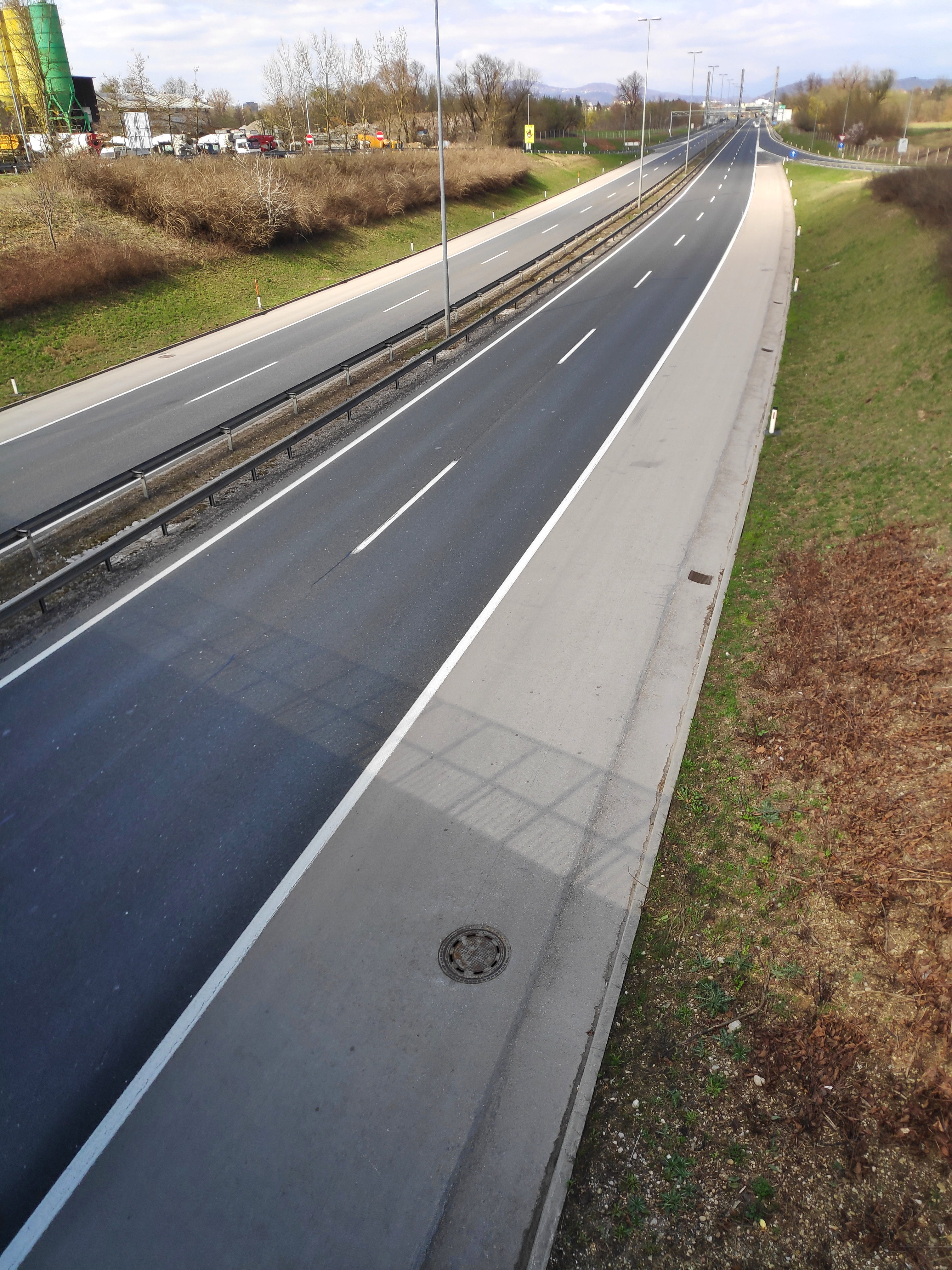
자동차 교통량의 감소는 대기 오염 수준의 하락으로 이어졌다. 그림은 2020년 3월 22일 슬로베니아의 빈 A1 고속도로이다.

NASA와 ESA는 COVID-19 대유행의 초기 중국 단계에서 이산화질소 가스가 어떻게 크게 감소했는지 모니터링하고 있다. 바이러스로 인한 경제 둔화는 특히 중국 우한과 같은 도시의 오염 수준을 25-40 %까지 크게 떨어 뜨렸다. NASA는 오존 모니터링 장비 (OMI)를 사용하여 오존층과 NO 2, 에어로졸 등과 같은 오염 물질을 분석하고 관찰한다. 이 도구는 NASA가 전 세계의 폐쇄로 인해 들어오는 데이터를 처리하고 해석하는데 도움이되었다. NASA의 과학자들에 따르면, NO2 오염의 감소는 중국 우한에서 시작되었고 천천히 전세계로 퍼져나갔다. 바이러스가 중국의 음력 축제와 같은시기와 일치했기 때문에 감소도 매우 심했다.  이 축제 기간에는 음력 축제를 축하하기 위해 1월 마지막 주에 공장과 기업이 문을 닫았다. 중국의 NO 2 감소는 보건 당국이 허용하는 기준의 대기 질을 달성하지 못했다. 에어로졸 배출과 같은 다른 대기 오염 물질이 남아 있다.

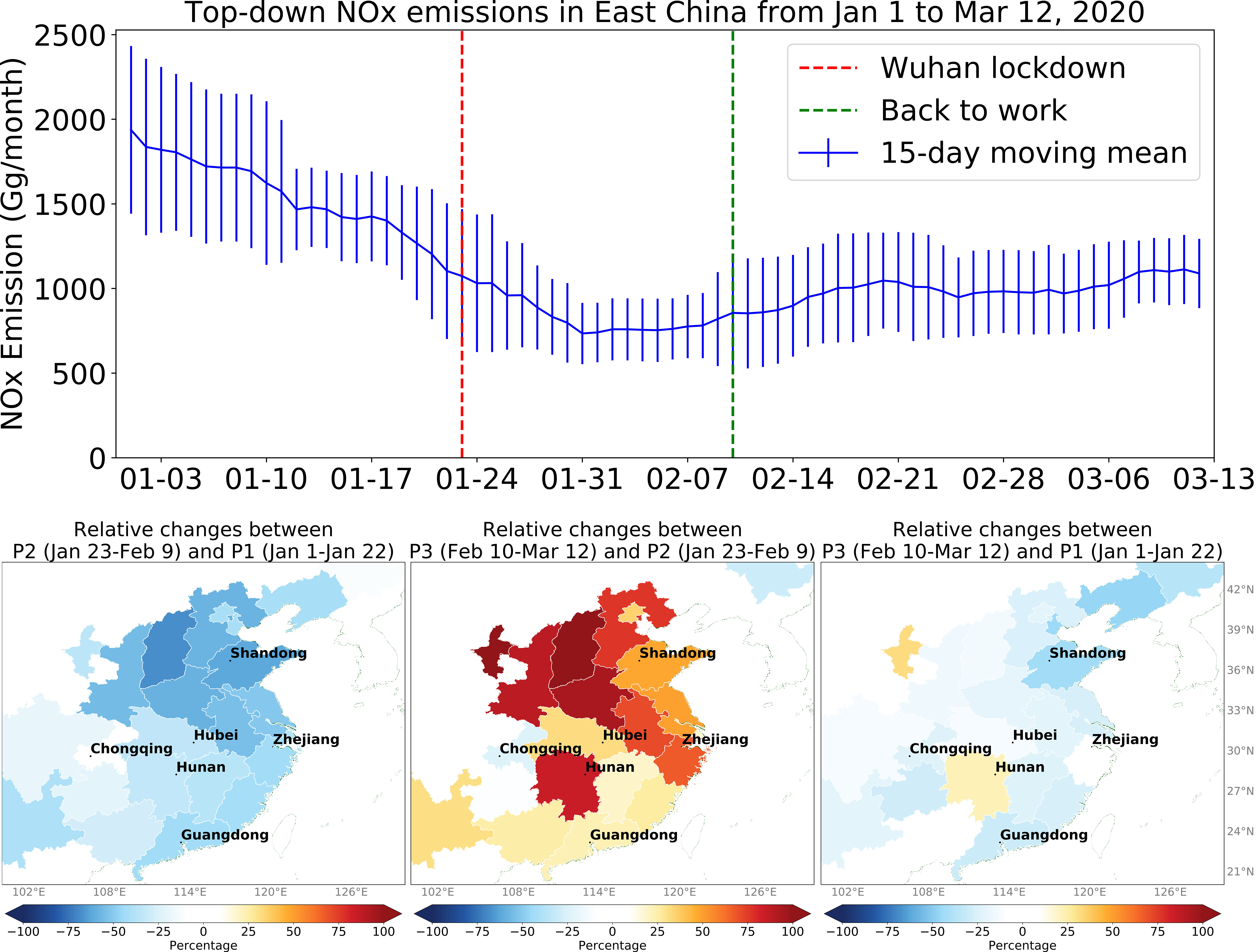
중국 동부의 NOx 배출량 변화

중국과 미국의 과학자들이 주도하는 공동 연구에서는 동중국에서 질소산화물(NOx=NO+NO2) 배출량이 1월 23일(우한 잠금)에서 2020년 1월 1일부터 22일까지 기간에 비해 2020년 2월 9일까지 50% 감소했다고 추정했다. 이후 배출량은 2월 10일(백투데이)에서 2020년 3월 12일로 26% 증가해 대부분의 지방이 기업 개업을 허용한 후 사회경제활동이 증가할 가능성이 있음을 시사했다.  어떤 COVID-19 통제 조치가 바이러스 확산을 가장 효율적으로 통제하고 사회경제적 영향을 최소화하는지는 아직 조사되지 않았다.

## 수질

### 페루
페루 정글은 대유행 초기부터 2020년 10월 초까지 14건의 기름 유출을 경험했다. 이 중 8건은 Frontera Energy del Perú SA 가 운영하는 단일 부문에서 발생했으며, 전염병 기간 동안 운영을 중단하고 우물과 파이프를 유지하지 않고 있다. 이 기름은 퀴추아 영토에서 토착민의 식수를 오염시키는 땅으로 스며든다.

### 이탈리아
베네치아에서는 2020년 3월과 4월에 검역이 시작된 직후 운하의 물이 맑아지고 더 많이 흘렀다. 물의 투명도가 증가한 이유는 보트 교통에 의해 방해를받는 퇴적물의 침전 때문이며 수로를 따라 대기 오염이 감소했다고 언급했다.

## 야생 동물
전염병으로 인해 어류 가격과 어류에 대한 수요가 감소했으며 전 세계의 어선은 대부분 한가한 상태다. 독일 과학자 Rainer Froese는 어업의 급격한 감소로 인해 어류 바이오 매스가 증가할 것이라고 말했고, 유럽 해역에서는 청어 와 같은 일부 어류가 바이오 매스를 두 배로 늘릴 수 있다고 예측했다.  2020년 4월 기준으로, 수중 회복의 징후는 대부분 일화로 남아있다.
폐쇄 및 여행 제한으로 인해 사람들이 집에 머물면서 일부 동물이 도시에서 목격되었다. 바다 거북은 인간의 간섭과 빛 공해의 수준이 낮아 한때 피했던 해변(벵골만 연안)에 알을 낳는 것이 발견되었다. 미국에서는 3월과 4월에 사슴, 엘크, 무스, 곰, 퓨마와 같은 동물과의 치명적인 차량 충돌이 58% 감소했다.
보존주의자들은 아프리카 국가들이 부시 고기 밀렵 의 엄청난 급증을 경험할 것으로 예상한다. 네이처 컨버넌시의 매트 브라운은 "사람들이 수입에 대한 다른 대안이 없을 때, 그리고 우리는 남아프리카에서 이것을 보고 있는데, 코뿔소 뿔이나 상아같은 고부가가치 제품에 밀렵이 증가할 것이라는 것이 우리의 예측이다"라고 말했다. 반면 가봉은 SARS-CoV-2가 동물을 통해 인간에게 전염 된 것으로 여겨지면서 동물성 질병의 확산을 막기 위해 박쥐와 천산갑의 인간 소비를 금지하기로 결정했다. 2020년 6월 미얀마는 호랑이, 천산갑, 코끼리와 같은 멸종 위기에 처한 동물의 번식을 허용했다. 전문가들은 동남아시아 국가의 야생 동물 사냥과 번식 규제를 완화하려는 시도가 "신종 코로나 19"를 일으킬 수 있다고 우려한다.

## 삼림 벌채와 재조림
전염병으로 인한 혼란은 불법적인 삼림 벌채 작전을 덮었다. 이는 아마존 열대우림의 삼림 벌채가 기준치보다 50% 이상 급증하는 것으로 위성사진 촬영이 진행된 브라질에서 관측됐다. COVID-19 대유행으로 인한 실업은 파키스탄의 100억 그루 쓰나미 캠페인에 5년 동안 100억 그루의 나무를 심기 위한 노동자들의 모집을 촉진시켰다.

## 탄소 배출

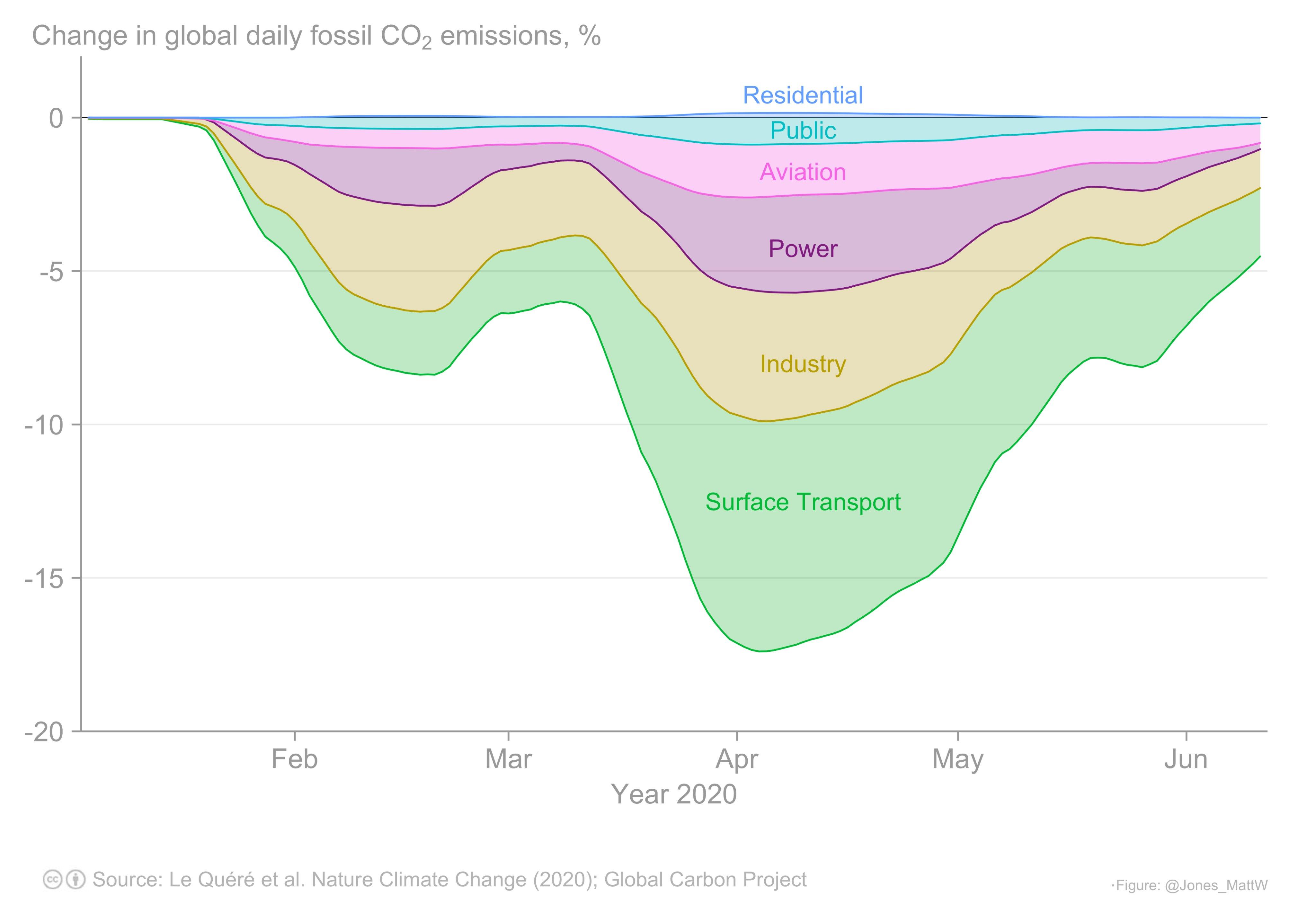
COVID-19 대유행 중 전 세계 일일 화석 CO₂ 배출량의 변화

2020년 5월 발표된 연구 결과에 따르면 4월 초의 폐쇄 조치 중 전 세계 일일 탄소 배출량이 17% 감소하고 연간 최대 7%의 탄소 배출 감소로 이어질 수 있어 제2차 세계대전 이후 가장 큰 폭으로 감소할 것으로 나타났다. 그들은 이러한 감소는 주로 교통 이용과 산업 활동의 감소에 기인한다고 주장한다. 그러나 반등은 산업활동의 제약으로 인해 감소폭이 축소될 수 있다는 점에 주목했다. 그럼에도 불구하고, 광범위한 재택근무, 원격 근무 정책의 채택 및 가상 회의 기술 사용과 같은 COVID-19 잠금에 의해 야기되는 사회적 변화는 단기적인 운송 사용량 감소 이상의 보다 지속적인 영향을 미칠 수 있다. 그럼에도 대기 중의 이산화탄소 농도는 2020년 5월 인류 역사상 가장 높은 수치를 기록했다. 에너지 및 기후 전문가인 Constantine Samaras는 "대유행은 배출을 줄이는 최악의 방법"이며 "기술적, 행동 적, 구조적 변화는 배출을 줄이는 최선의 유일한 방법"이라고 말한다.  칭화 대학(Tsinghua University)의 Zhu Liu는 "오직 이보다 더 오랫동안 우리의 배출량을 줄일 때만 대기 중 농도 감소를 볼 수있을 것"이라고 설명했다.  COVID-19 조치로 인해 세계의 화석 연료 수요가 거의 10 % 감소했으며 많은 에너지 경제학자들은 그것이 위기에서 회복되지 않을 것이라고 믿고 있다.
2020년 8월에 발표된 연구에서 과학자들은 4월에 전 세계 NOx 배출량이 30% 감소했지만 냉각 효과를 약화시키는 전지구적 SO₂ 배출량의 20% 감소로 상쇄되었다고 추정하고 있으며, 지구 온난화에 대한 전염병 대응의 직접적인 영향은 무시할 수 있을 것으로 결론을 내리고 있다. 기준선 시나리오와 비교하여 2030년까지 0.01~±0.005 °C 정도이지만, 화석 연료 투자 감소와 같은 녹색 경제 활성화에 따른 경기 회복으로 인한 간접 영향은 2050년까지 0.3 °C의 미래 지구 온난화를 피할 수 있을 것이다. 이 연구는 지구 온난화에 상당한 영향을 미치기 위해 인류가 스스로 힘과 먹이를 공급하는 방식의 체계적인 변화가 필요함을 나타낸다.

### 화석 연료 산업
런던에 본사를 둔 싱크 탱크 Carbon Tracker의 보고서에 따르면 COVID-19 전염병이 석유 및 가스에 대한 수요가 감소함에 따라 화석 연료 산업이 "종말 감소"에 빠졌을 수 있으며 정부는 청정 에너지 전환을 가속화하려고한다. 화석 연료에 대한 수요가 연간 2% 감소하면 석유, 가스 및 석탄 회사의 미래 수익이 약 39조 달러에서 14조 달러로 축소될 수 있다고 예측하고 있다. 그러나 Bloomberg New Energy Finance 에 따르면 현재 전 세계적으로 5조 달러 이상이고 탄소 산업에 투자 될 예정이다. 잉글랜드 은행의 코비드 기업금융시설(Bank of England)의 예비 공시를 보면 수십억 파운드의 납세자 지원이 화석연료 회사로 흘러들어가려는 의도가 엿보인다. Reclaim Finance에 따르면 유럽 중앙은행은 화석 연료 산업에 2,200 억 유로(1,930억 파운드)를 할당 할 계획이다. 언스트 엔 영의 평가에 따르면 재생 가능 에너지 및 기후 친화적인 프로젝트에 초점을 맞춘 부양 프로그램은 호주 전역에서 100,000개 이상의 직접 일자리를 창출할 수 있으며 재생 가능 에너지 및 수출에 100만 달러를 지출할 때마다 재생 가능 분야에서 4.8개의 정규직 일자리가 창출될 것으로 추정한다. 화석 연료 프로젝트에 100만 달러를 투자하면 풀 타임 일자리가 1.7개에 불과하다.
또한 화석연료와 석유화학 산업에 대한 COVID-19 대유행의 영향으로 천연가스 가격이 너무 낮게 떨어져 가스 생산업체들이 현장에서 이륙하면 (균열시설에 운반하는 데 드는 비용으로는 가치가 없다) 연소하고 있었다. 일회용 소비자 플라스틱 (중국, 유럽 연합, 캐나다 및 아프리카의 여러 국가)과 비닐 봉지 (미국의 여러 주)에 대한 금지 역시 플라스틱 수요를 크게 줄였다. 미국의 많은 크래킹 시설이 중단되었다. 석유 화학 산업은 전 세계적으로 플라스틱 제품에 대한 수요를 빠르게 확대하기 위해 노력하고 있다 (예 : 플라스틱 사용 금지에 대한 반발과 플라스틱 사용이 아직 널리 보급되지 않은 국가 (예 : 개발 도상국)에서 플라스틱 포장 제품의 수를 늘림)).

### 사이클링
대유행 기간 동안 많은 사람들이 자전거를 타기 시작했고 자전거 판매가 급증했다.

## 소매 및 식품 생산
소규모 농민들은 농산물을 직접 판매하는 방법으로 디지털 기술을 수용하고 있으며, 지역 사회 지원 농업 및 직접 판매 배송 시스템이 증가하고 있다. 이러한 방법은 주로 유기농 식품과 더 많은 현지 식품을 판매하는 소규모 온라인 식료품 점에 도움이되었으며, 자동차로 가게로 이동하는 것보다 배달을 선호하는 소비자로 인해 환경에 긍정적인 영향을 미칠 수 있다. 온라인 식료품 쇼핑은 대유행 기간 동안 크게 성장했다.
대유행 기간 동안 탄소 배출량은 감소했지만 가축의 메탄 배출량은 계속 증가했다. 메탄은 이산화탄소보다 더 강력한 온실 가스이다.

## 플라스틱 사용량 증가
전례없는 일회용 안면 마스크 사용의 결과로 상당수의 마스크가 자연 환경에서 폐기되어 전 세계적으로 플라스틱 폐기물에 대한 부담이 가중되었다. COVID-19 대유행 기간 동안 일부 국가에서 의료용 플라스틱 수요가 크게 증가했다. 마스크 및 장갑과 같은 개인 보호 장비 (PPE) 외에도 플라스틱 사용량의 상당한 증가는 요구 사항 포장 및 일회용 품목과 관련이 있다. 종합적으로 병원과 일상 생활의 이러한 변화는 대유행이 발생하기 전에 이미 존재했던 플라스틱으로 인한 환경 문제를 악화시킬 수 있다.

## 투자 및 기타 경제적 조치
일부는 계획된 부양 패키지 가 재생 가능 에너지 전환 을 가속화하고 에너지 탄력성을 높이기 위해 설계 될 수 있다고 지적했다. 세계 자원 연구소의 연구원 들은 대유행 기간과 그 이후에 자전거와 걷기뿐만 아니라 대중 교통에 대한 투자에 대한 여러 가지 이유를 설명했다. 전 세계 도시에서 대중 교통 이용률이 50 ~ 90 % 감소했으며 사업자의 수익 손실이 크게 감소했다. 대중 교통에 대한 위생 관행 강화 및 적절한 사회적 거리 확보 조치와 같은 투자는 대중 교통 사용에 대한 공중 보건 문제를 해결할 수 있다. 국제 에너지기구 ( International Energy Agency)는 전염병으로 인한 정부의 지원이 배터리 및 수소 기술의 급속한 성장을 주도하고 화석 연료에 대한 의존도를 낮추며 저장 및 유통 문제에 대한 화석 연료의 취약성을 설명 할 수 있다고 말했다.
2020년 8월에 발표 된 연구에 따르면 "녹색 부양과 화석 연료 투자 감소로 기울어 진"경제 회복은 2050년까지 0.3 ° C의 미래 온난화를 피할 수 있다.
OECD 선진국 클럽 인 José Ángel Gurría 사무 총장은 "[COVID-19 회복의]이 기회를 포착하여 보조금을 개혁하고 사람과 지구에 가장 유익한 방식으로 공공 기금을 사용"할 것을 각국에 촉구했다.
2020년 3월 ECB는 대유행 긴급 구매 프로그램을 발표했다. Reclaim Finance는 Governing Council이 기후를“평소와 같은 사업”통화 정책과 위기 대응 모두에 통합하지 못했다고 말했다. 또 이번 의사결정회의에서 기후통합에 대한 심대한 변화를 전해야 한다는 45개 NGO의 요구를 무시한 채 석탄 분야에서 활동하는 10개, 셰일오일, 가스 분야에서 4개 등 38개 화석연료 기업에 자금도 조달하고 있다. 그린피스는 (2020년 6월까지) ECB의 공동 관련 자산 구매로 이미 최대 76 억까지 화석 연료 부문에 자금을 지원했다고 밝혔다.
2020 COVID-19 발발이 유럽 연합 내에서 빠르게 확산되면서 유럽 그린 딜 에 대한 관심이 줄어 들었다. 일부는 매년 중단하거나 거래를 완전히 중단 할 것을 제안했다. 많은 사람들은 현재 유럽 연합의 현재 정책 결정 과정의 주요 초점이 기후 변화보다는 즉각적이고 단기적인 위기 여야한다고 생각한다. 2020년 5월에 Next Generation EU, 및 € 1 조 예산으로 불리는 7,500 억 유로의 유럽 복구 패키지가 발표되었다. 유러피안 그린 거래도 그 일부이다. 패키지의 원칙 중 하나는 "해를 끼치 지 마십시오"이다. 돈은 일부 친환경 기준을 충족하는 프로젝트에만 사용된다. 모든 자금의 25 %는 기후 변화 완화에 사용 된다. 화석 연료와 원자력은 자금 지원에서 제외된다.
열대 우림을 모니터링하는 토착 지역 사회 및 보전 프로젝트와 같은 환경 프로젝트의 일부 수입원은 전염병으로 인해 감소했다.
전 세계 탄소 배출량이 일시적으로 감소했음에도 불구하고 국제 에너지 기구는 COVID-19 대유행으로 인한 경제 혼란이 투자 기업 및 기타 기업이 녹색 에너지에 투자하는 것을 막거나 지연시킬 수 있다고 경고했다. 다른 사람들은 과거의 전염병 이후에 일어났던 것처럼 대기업과 부유층이 충격 교리에 따라 경제적 이익을 위해 위기를 이용할 수 있다고 경고했다.
COVID-19로 인한 전 세계 폐쇄로 인해 2019년보다 3 주 이상 늦게 지구 오버 슈트 데이가 열렸다. Global Footprint Network 회장은 전염병 자체가 "생태 학적 불균형"의 징후 중 하나라고 주장한다.

### 분석 및 권장 사항
싱크 탱크, 기업, 비즈니스 조직, 정치기구 및 연구 기관과 같은 여러 조직 및 조직 연합은 다음을 포함하여 전 세계 및 국가 수준의 전염병으로부터 지속 가능성 지향적 사회 경제적 회복을 위한 투자 및 관련 조치에 대한 일방적 분석 및 권장 사항을 생성했다. 국제 에너지기구, Grantham 연구소 – 기후 변화 및 환경 및 유럽위원회 . 유엔 사무 총장 안토니우 구테흐스는 회복을 형성하기 위해 6 가지 광범위한 지속 가능성 관련 원칙을 권고했다.
지속 가능한 해양 경제를위한 고위급 패널의 의뢰로 2020년 7월에 발표 된 보고서에 따르면, 4개의 주요 해양 개입 지역에 대한 투자는 경제 회복을 돕고 경제적, 환경적, 건강상의 이점 측면에서 높은 투자 수익을 창출 할 수 있다. 미국 해양 보존 비영리 단체 Oceana의 최고 정책 책임자 인 Jackie Savitz에 따르면, "자원이 회복 될 수 있도록 과학에 기반한 낚시 제한 설정, 멸종 위기에 처한 종을 보호하기위한 선택적 낚시 연습, 낚시 장비가 해양 서식지를 파괴하지 않도록 보장 지속 가능한 어업 을 관리하는 효과적이고 비용 효율적인 방법이다. "

## 정치
2020년 유엔 기후 변화 회의 가 장소가 야전 병원으로 전환 된 후 전염병에 대응하여 2021년으로 연기됨에 따라 전염병은 환경 정책 과 기후 외교 에도 영향을 미쳤다. 이 회의는 국가들이 파리 협정에 대한 국가 결정 기여금 을 제출할 예정 이었기 때문에 매우 중요했다. 전염병은 또한 국가, 특히 국가 역량이 낮은 개발 도상국이 전염병에 초점을 맞추고 있기 때문에 국가적으로 결정된 기부금을 제출하는 능력을 제한한다.
타임은 세 가지 위험을 강조한다 : 2015에 따라 계획 11월 (2020) 글래스고 회의가 준비 파리 협정 중단되었다가, 대중은 지구 온난화를 전염병보다 우선 순위가 낮은 문제로보고 정치인에 대한 압력을 약화시킬 것이다. 그리고 세계 경제를 "재시작"하려는 욕구는 여분의 온실 가스 생산을 초과하게 할 것이다. 그러나 COVID-19 경기 침체 기간 동안의 유가 하락은 화석 연료 보조금을 없앨 수있는 좋은 기회가 될 수 있다고 국제 에너지 기구 전무 이사가 밝혔다 .
Carbon Tracker(영국의 회사)는 중국이 계획된 석탄 화력 발전소를 건설하여 경제를 자극해서는 안된다고 주장하는데, 이는 상당수가 현금흐름이 부정적이고 좌초된 자산이 될 것이기 때문이다.
미국의 트럼프 행정부는 대유행 기간 동안 미국 환경보호청(EPA, Environmental Protection Agency)를 통한 일부 환경 보호법 시행을 중단했다. 이를 통해 오염원은 이러한 위반이 전염병으로 인한 것이라고 주장할 수 있는 경우 일부 환경법을 무시할 수 있다.

## 예상되는 반동 효과
COVID-19 봉쇄에 따른 온실 가스 생산 산업과 운송의 재개는 온실 가스 생산량을 줄이기보다는 증가시키는 데 기여할 사건으로 가정되었다. 운송 부문에서 전염병은 더 많은 재택 근무 및 원격 회의 및 비즈니스 모델의 변화와 같은 행동 변화를 포함하여 여러 영향을 촉발 할 수 있으며, 이는 차례로 운송으로 인한 배출량 감소로 이어질 수 있다. 다른 한편으로, 전염에 대한 두려움과 1 인용 차량에 대한 의존으로 인해 대중 교통에서 벗어나 배출량이 크게 증가할 수 있다. 그러나 도시 계획가는 유행병이 발생하는 동안 일부 도시에서 새로운 순환 경로를 만들고 있다. 2020년 6월 이산화탄소 배출량이 빠르게 회복되고 있다고 보고되었다.
경제 협력 개발기구 (OECD)는 정부가 COVID-19 위기 동안과 위기 이후에도 기존 대기 오염 규제를 계속 시행하고 대중 교통 제공자에게 재정 지원 조치를 전달하여 혼잡 및 깨끗한 시설을 홍보한다.
국제 에너지기구 (International Energy Agency)의 전무 이사 인 Fatih Birol 은 "앞으로 3년이 향후 30년 및 그 이후의 과정을 결정할 것"이며 "조치를 취하지 않으면 배출량이 반등 할 것"이라고 말했다. 배출량이 반등하면 앞으로 어떻게 감소 될지보기가 매우 어렵다. 이것이 우리가 정부에 지속 가능한 복구 패키지를 갖도록 촉구하는 이유다. "

## 심리학 및 위험 인식
COVID-19 전염병의 혼돈과 부정적인 영향으로 인해 재앙적인 미래가 덜 멀어 보이고 더 필요하고 합리적으로 예방하기위한 조치가 취해질 수 있다. 그러나 삼림 벌채와 같은 생태계 문제보다는 유행병의 더 즉각적인 문제에 마음을 집중하게함으로써 반대 효과를 가질 수도 있다.

## 환경 모니터링 및 예측에 미치는 영향

### 일기 예보
유럽 중거리 기상정보센터(ECMWF)는 민간 항공사들이 항공기 기상데이터 중계기(AMDAR)를 일기예보 정확도에 필수적으로 사용하는 것을 예로 들며 전 세계적으로 대유행으로 인한 항공기 운항이 감소할 경우 일기예보의 정확도에 영향을 미칠 수 있다고 발표했다. ECMWF는 상업용 항공편 감소로 인해 AMDAR 적용 범위가 65 % 이상 감소 할 것으로 예측했다.

### 지진 소음 감소
지진 학자들은 COVID-19를 완화하기위한 격리, 봉쇄 및 기타 조치로 인해 전 세계적으로 고주파 지진 소음 이 평균 50 % 감소했다고 보고했다. 이 연구는 소음 감소가 교통 / 수송 감소, 산업 활동 감소, 경제 활동 약화 등의 요인의 조합으로 인한 것이라고 보고한다. 지진 소음 감소는 원격 지진 모니터링 스테이션과 지상 수백 미터 아래에 설치된 시추공 센서에서 관찰되었다. 이 연구에 따르면 소음 수준이 감소하면 지진 및 화산 활동과 같은 자연 지진 원을 더 잘 모니터링하고 탐지 할 수 있다.

## 참고 링크
- COVID-19 대유행의 영향
- 유행병 예방 # 환경 정책 및 경제
- 항공의 환경 영향

## 같이 보기
- 코로나19 범유행이 대중교통에 끼친 영향